# شدت مصرف انرژی
شدت انرژی، معیاری از ناکارآمدی اقتصاد یک کشور است که به عنوان واحد انرژی برای هر واحد تولید ناخالص داخلی محاسبه می‌شود. از واحدهای مختلفی برای این اندازه‌گیری استفاده می‌شود. مثلاً یک یا هزار یا یک میلیون دلار به عنوان واحد تولید ناخالص داخلی و معادل یک بشکه نفت خام یا ۱۰۰۰ بی‌تی‌یو، یا کیلوژول به عنوان واحد مصرف انرژی.
شدت انرژی بالا بیانگر قیمت یا هزینه بالای تبدیل انرژی به تولید ناخالص داخلی است.
شدت کم انرژی بیانگر قیمت یا هزینه پایین‌تر تبدیل انرژی به تولید ناخالص داخلی است. مثلاً اگر شدت مصرف انرژی در کشور الف دو برابر کشور ب باشد یعنی کشور الف برای تولید میزان برابری کالا و خدمات دو برابر کشور ب انرژی مصرف کرده‌است.
شدت انرژی بالا به معنای تولید بالای صنعتی به عنوان بخشی از تولید ناخالص داخلی است. کشورهایی با شدت کم انرژی نشان دهنده اقتصاد متمرکز به نیروی کار هستند.
در حال حاضر معیار شدت انرژی از جمله شاخص‌های استراتژیک در کشورهای توسعه یافته‌است، که از آن برای بررسی افزایش کارایی انرژی هم از نظر کاهش وابستگی انرژی کشور به خارج و هم از نظر کنترل تبعات آب و هوایی مصرف بالای انرژی در داخل، استفاده می‌کنند.
با توجه به روش‌های مختلفی که برای اندازه‌گیری شدت مصرف انرژی و همچنین تولید ناخالص داخلی وجود دارد، ارقام متفاوتی از شدت مصرف انرژی کشورها در منابع مختلف اعلام شده‌است. شدت مصرف انرژی از شاخص‌های مطلوب برای مقایسه بهره‌وری مصرف انرژی محسوب می‌شود اما با این نقیصه روبروست که عواملی چون شرایط آب‌وهوایی (مثل سرمای شدید)، تفاوت‌های جغرافیایی، و همچنین ساختارهای اقتصادی و نوع صنایع کشور در آن لحاظ نمی‌شود.

مقایسه شدت مصرف انرژی در سال ۲۰۰۴

## مفهوم
انرژی به عنوان یکی از نهاده‌های مهم تولید جایگاه ویژه ای در توسعه اقتصادی هر کشور دارد. محدودیت منابع انرژی در جهان، ضرورت استفاده بهینه از منابع انرژی را در فرایند توسعه اقتصادی مطرح می‌سازد. در راستای بهینه‌سازی و بهبود روش‌های بهره‌برداری از منابع و فرایندهای فرآورش، تبدیل و انتقال انرژی و مقایسه وضعیت کشورها از جهت چگونگی مصرف انرژی و میزان اثربخشی این عامل تولید بر توسعه اقتصادی از شاخص‌های کلان اقتصاد انرژی استفاده می‌شود و از مهمترین این شاخص‌ها می‌توان به مصرف سرانه انرژی، شدت انرژی، ضریب انرژی و بهره‌وری انرژی اشاره کرد. در این میان شدت انرژی در بین شاخص‌های کلان اقتصاد انرژی از جامعیت و اهمیت بیشتری برخوردار است.
میزان مصرف انرژی به ازای تولید هر واحد کالا یا خدمات را شدت مصرف انرژی یا شدت انرژی گویند.
براساس تعریف ارائه شده در ترازنامه انرژی سال ۱۳۸۴ شدت انرژی عبارت است از انرژی مورد نیاز برای تولید مقدار معینی از کالاها و خدمات. شدت انرژی برحسب عرضه انرژی اولیه یا مصرف نهایی انرژی محاسبه می‌شود. این شاخص معمولاً در سطح کلان مورد استفاده قرار گرفته و درجه بهینگی استفاده از انرژی در یک کشور را نشان می‌دهد.
در سطح کلان، شدت مصرف انرژی، بر حسب میزان مصرف انرژی به تولید ناخالص داخلی اندازه‌گیری می‌شود. واحد شدت مصرف انرژی، بشکه نفت به ۱۰۰۰ دلار است که می‌توان به جای آن، بی تی یو به دلار هم بکار برد. به عنوان مثال کشوری که شدت انرژی آن ۴ است به ازای هر ۱۰۰۰ دلار تولید ناخالص داخلی ۴ بشکه نفت مصرف می‌کند. در این رابطه می‌توان به شدت انرژی ایران در سال ۲۰۱۱ اشاره کرد که میزان آن ۳۹۵۲۵ بی تی یو به ازای یک دلار تولید ناخالص داخلی است.

## روش‌های محاسبه
شاخص شدت انرژی را می‌توان هم بر حسب واحدهای فیزیکی و هم بر حسب واحدهای پولی محاسبه کرد.

### واحدهای فیزیکی
شدت انرژی در سطح یک صنعت یا یک فرایند تولیدی خاص، بر حسب واحدهای فیزیکی محاسبه می‌شود. مقدار فیزیکی شدت انرژی حاصل تقسیم میزان انرژی مصرف شده (مثلاً بر حسب واحد ژول) به محصول تولید شده (مثلاً به واحد لیتر یا تن) است.

### واحدهای پولی
استفاده از معیار شدت انرژی فیزیکی در سطوح کلان به دلیل عدم تجانس محصولات مختلف و جمع ناپذیری فیزیکی آن‌ها میسر نیست و الزاماً باید از واحدهای پولی برای اندازه‌گیری محصول استفاده کرد.
معیار شدت انرژی در این حالت، اقتصادی (و نه فیزیکی) خواهد بود، که همان نسبت انرژی صرف شده (بر حسب میلیون بشکه نفت خام یا BTU) به تولید ناخالص داخلی (بر حسب میلیارد دلار) است.
شاخص شدت انرژی معمولاً برای ارزیابی در یک سال استفاده می‌شود. اما ضریب انرژی برای یک دوره زمانی مورد محاسبه قرار می‌گیرد.
در مورد کشورهای صادر کننده حامل‌های انرژی باید تعدیلاتی صورت گیرد زیرا بخشی از تولید ناخالص داخلی این گروه کشورها از طریق صدور حامل‌های انرژی به دست می‌آید، لذا یا باید قسمت مربوط به صدور حامل‌های انرژی را از تولید ناخالص داخلی آنها کسر نمود یا حجم صادرات حامل‌های انرژی را به مصرف انرژی این گروه کشورها افزود تا شدت انرژی به دست آمده کشورها کاملاً قابل مقایسه باشند.
به عنوان مثال، ایران حدود ۴/۲ میلیون بشکه در روز نفت صادر می‌کند، اگر این میزان را به مقدار مصرف داخلی حامل‌های انرژی اضافه نماییم، شدت انرژی ایران در سال ۲۰۰۸ از حدود ۴/۲ بشکه به ۶/۸ بشکه به ازای هزار دلار تولید ناخالص داخلی افزایش خواهد یافت که نسبت به کشورهای صنعتی و حتی کشورهای در حال توسعه به مراتب بیشتر است.
این شاخص را می‌توان در سطوح مختلفی مانند سطح یک فعالیت یا صنعت، سطوح منطقه ای و ملی، یا یک سطح جهانی برآورد کرد.
برای مقایسهٔ جهانی شدت انرژی ارزش تولید و ارزش افزوده را به دو طریق می‌توان محاسبه کرد:
1. نرخ ارز: نرخ ارز که نتایج دستخوش ناپایداری و بی‌ثباتی زیاد ناشی از نوسانات اقتصادی است و به علت مداخله دولت‌ها در بازار ارز برای تضعیف یا تقویت پول ملی، معیار چندان مناسبی نیست.
2. شاخص برابری قدرت خرید: محاسبهٔ GDP بر مبنای برابری قدرت خرید نشان می‌دهد که قدرت خرید تولید ناخالص داخلی بر اساس سطح عمومی قیمت‌ها در هر کشور در مقایسه با آمریکا به چه میزان است. استفاده از این شاخص موجب می‌شود که تبدیل درآمدها به دلار از تأثیر بی‌ثباتی نرخ ارز در طول زمان دور شود و تفاوت‌های سطوح قیمت در کشورها حذف شود.[۶]

## حوزه‌های زیرمجموعه شدت انرژی

### صنعتی
یکی از روشهای مؤثر در بررسی علل تغییر شاخص شدت انرژی در صنعت روش تجزیه است.
1. اثر تولیدی: تغییر در مصرف انرژی ناشی از تغییر در میزان تولید
2. اثر ساختاری: تغییر در مصرف انرژی ناشی از تغییر در ساختار و ترکیب یا سهم فعالیت‌های اقتصادی است که می‌تواند متأثر از سیاست‌های توسعه صنعتی و سیاست‌های کلان اقتصادی باشد.
3. اثر شدت انرژی: تغییر در مصرف انرژی ناشی از تغییر در شدت انرژی زیر بخش‌های صنعتی (بهبود تکنولوژی تولید، جانشینی حامل‌های انرژی، سیاست‌های صرفه جویی انرژی، تغییر درترکیب و کیفیت سوخت و تغییر در قیمتهای نسبی انرژی)

## عوامل تأثیر گذار

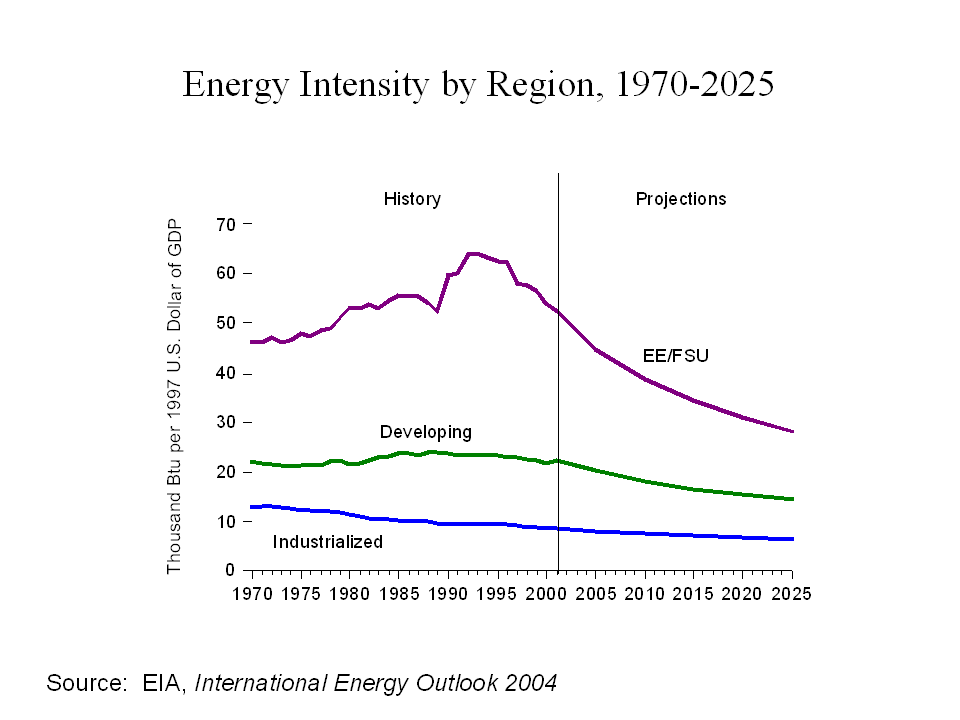
شدت مصرف انرژی بر حسب منطقه

عوامل زیادی بر شدت انرژی تأثیرگذارند. شدت انرژی می‌تواند منعکس کننده ویژگی‌های عمومی استاندارد یا سبک زندگی در یک اقتصاد باشد.
کشورهایی که استاندارد زندگی پیشرفته تری را تجربه می‌کنند و از سطح رفاه بالاتری برخوردارند، کالاها و وسایل انرژی بر بیشتری را نیز استفاده می‌کنند و لذا از این نظر می‌توانند میزان شدت انرژی بالاتری نیز داشته باشند. از سوی دیگر بالاتر بودن کارایی انرژی برای وسایل انرژی بر و نیز در ساختمان‌ها و وسایل نقلیه و نیز به‌کارگیری روش‌ها و الگوهای حمل و نقل بهتر، بهره‌گیری از ظرفیت‌های ترانزیت انبوه، جیره‌بندی یا برقراری سیستم‌های مالیاتی مرتبط با مصرف انرژی، همه به نوعی بر کاهش شدت انرژی یک کشور موثرند.
انتظار می‌رود که شدت انرژی کشورها، همراه با پیشرفت تکنولوژی‌های افزایش دهنده کارایی انرژی کاهش یابد. با این وجود، در کشورهای با سرعت بالای صنعتی شدن، هم‌زمان با انتقال از فعالیت‌های اقتصادی کم انرژی بر مانند کشاورزی سنتی، ماهیگیری و تجارت به فعالیت‌های بیشتر انرژی بر مانند صنایع فولاد و سیمان و نیز صنایع شیمیایی، نفت و کاغذ شدت انرژی افزایشی یابد، اما همین که صنعتی شدن محقق شد، درآمدهای بالاتر، به افزایش تقاضا برای خدمات حرفهای و تجاری منجر شده و در این صورت انتظار می‌رود که از شدت انرژی در فعالیت‌های اقتصادی کاسته شود.
تحولات شدت انرژی می‌تواند ناشی از تغییر در کارایی مصرف انرژی یا تغییر ساختار اقتصاد (کشورهای توسعه یافته در روند زمانی، با سهم بالاتر بخش خدمات و سهم پایین‌تر بخش کشاورزی و صنعت روبرو می‌شوند. یعنی درصد ارزش افزوده بخش خدمات در کشورهای توسعه یافته مرتب افزایش یافته و از سهم بخشهای کشاورزی و صنعت در اقتصاد کاسته می‌شود. بخش خدمات نسبت به بخش‌های کشاورزی و صنعت انرژی کم تری مصرف می‌کند، در نتیجه همراه با حرکت کشورها در مسیر توسعه، به دلیل تغییرات ساختاری ذکرشده، از شدت انرژی در اقتصاد کاسته می‌شود) باشد. چنانچه حجم تولید ناخالص داخلی ثابت باشد و کارایی مصرف انرژی بالا رود، آنگاه شدت انرژی کاهش می‌یابد. از سویی دیگر تغییر در ساختار اقتصاد و تولید می‌تواند باعث تغییر در شدت انرژی گردد.

### وسعت جغرافیایی و عوامل آب و هوایی
عوامل آب و هوایی (استفاده از سیستم‌های سرمایشی و گرمایشی) و وسعت جغرافیایی (لزوم جابه جایی بیش تر و حمل و نقل بار) دلایل اساسی بالا بودن شدت مصرف انرژی هستند. دلیل بالا بودن شدت مصرف انرژی در روسیه وسعت سرزمین و موقعیت آب و هوایی سرد این کشور در ناحیه شرقی است.

### به‌کارگیری شبکه‌های اطلاعاتی و مخابراتی و اینترنت
درصد پوشش اینترنت که امکان ارتباط بهتر و بدون نیاز به جابه جایی را فراهم می‌آورد از میزان شدت انرژی کشورها خواهد کاست. از طرفی در کشورهای جهان سوم به جای استفاده از اینترنت به منظور افزایش ظرفیت دولت الکترونیک، یک کالای لوکس بوده و بیشتر در خدمت سرگرمی‌ها عمل می‌کند.

### درآمد
افزایش درآمد از یک سو می‌تواند موجب افزایش تقاضا برای کالاهای مختلف و از جمله انرژی شود. دوم، انتظار می‌رود با افزایش درآمد، تمایل به استفاده از تکنولوژی کاهنده انرژی (به عنوان یک کالای مطلوب) افزایش یابد. برآیند این دو اثر، رابطه بین درآمد و شدت انرژی را نشان می‌دهد. هم چنین افزایش توسعه اقتصادی به موازات افزایش درآمد می‌تواند زمینه بهبود کارایی و پیرو آن کاهش مصرف انرژی را فراهم آورد.

### قیمت انرژی

مصرف انرژی در دنیا برحسب نوع انرژی

افزایش قیمت انرژی می‌تواند موجب افزایش هزینه‌های تولید شود.انتظار می‌رود در این شرایط تولیدکنندگان از طریق بهبود کارایی مصرف انرژی با این شرایط مقابله کنند در نتیجه تغییرات قیمت انرژی اثر منفی بر شدت مصرف آن دارد. البته تولیدکنندگان می‌توانند از طریق تعدیل فرایند تولید و تعدیل ساختار تولید نیز با این افزایش قیمت مقابله کنند.

### نسبت سرمایه-نیروی کار
میزان صنعتی شدن کشورها با نسبت K/L نشان داده شده‌است. هرچه نسبت سرمایه(K)به نیروی کار(L)بیشتر باشد، نشان می‌دهد ساختار اقتصادی آن کشور سرمایه‌بر تر (صنعتی تر) بوده‌است. اثر این متغیر بر شدت استفاده از انرژی بسته به اینکه رابطه آن با انرژی مکملی یا جانشینی باشد، متفاوت است اما به‌طور کل این نسبت معیاری است از سطح تکنولوژی. اگر افزایش سرمایه سرانه نیروی کار باعث افزایش شدت انرژی شود، به معنای وجود رابطه مکملی بین انرژی و سرمایه است و با افزایش استفاده از سرمایه و ورود تکنولوژی، ساختار اقتصاد به گونه ای تغییر خواهد کرد که با افزایش استفاده از انرژی همراه خواهد بودو اگر افزایش این نسبت باعث کاهش شدت انرژی شود، نشان دهندهٔ اثر جانشینی است.

### گسترش شهرنشینی
از یک سو زمینه بهره‌گیری از صرفه‌های حاصل از مقیاس را در استفاده از منابع ایجاد می‌کند و از سوی دیگر موجب افزایش تقاضا برای خدمات انرژی بر مثل حمل و نقل، خدمات شهری دفع فاضلاب و زباله‌ها می‌شود.

### اثر تجارت یا ادغام تجاری
شامل دو اثر پیش ران و اثر کششی می‌شود. در اثر اول کشورها زمینه فراگیری و تقلید از بیرون را پیدا می‌کنند و در اثر دوم، کشورها در نتیجه تجارت، در فضای رقابتی قرار گرفته و از این طریق زمینه افزایش کارایی استفاده از انرژی فراهم می‌شود. در خصوص سرمایه‌گذاری خارجی بیشتر ایده آن است که بنگاه‌های خارجی از کارایی بالاتر در تولید برخوردارند و در اصل مکانیزمی برای ورود تکنولوژی از کشورهای توسعه یافته به کشورهای در حال توسعه بیان می‌شود.

## مثال
برای مقایسه کارایی انرژی در کشورها در استفاده از معیار شدت انرژی می‌باید بسیار محتاط عمل کرد. در کشوری مانند آمریکا، برای تولید ناخالص داخلی ۱۱/۶۶ هزار میلیارد دلار در سال ۲۰۰۴ برابر ۹۹۷۴۰ هزار میلیارد بی تی یو انرژی مصرف شده‌است. این حاکی از مصرف ۸۵۵۳ بی تی یو انرژی برای هر دلار تولید ملی در آمریکاست. در همین سال کشور بنگلادش برای ۲۷۵/۵میلیارد دلار تولید ناخالص داخلی، به میزان۶۱۰ هزار میلیارد بی تی یو انرژی مصرف کرده و این به مفهوم شدت انرژی برابر۲۲۱۴ بی تی یو در مقابل هر یک دلار تولید ناخالص داخلی، برای این کشور فقیر است که در حدود یک چهارم میزان آن برای آمریکاست. مسلم است که کارایی انرژی در آمریکا بالاتر از بنگلادش است اما استاندارد پایین زندگی در بنگلادش دلیل اصلی شدت انرژی پایین‌تر است. برای کشوری مانند روسیه شدت انرژی در سال مورد مقایسه ۲۱۰۲۳ بی تی یو بوده که بیش از دو برابر همین شاخص برای آمریکاست. دلیل اساسی بالا بودن شدت انرژی در روسیه را باید در وسعت سرزمینی و موقعیت آب و هوایی سرد این کشور در ناحیهٔ شرقی آن جستجو کرد.
ایران بالاترین یا یکی از بالاترین شدت‌های مصرف انرژی را در دنیا دارد. بر اساس گزارش بانک مرکزی ایران در سال ۱۳۸۹ شدت مصرف انرژی دنیا در سال ۲۰۰۸ معادل ۱٫۴ بشکه نفت خام برای هر هزار دلار بوده در حالی که در ایران این رقم ۴٫۲ یعنی سه برابر بوده‌است. این درحالی‌است که بخش بزرگی از تولید ناخالص داخلی ایران فقط مربوط به صدور نفت خام می‌شود. در صورتی‌که صادرات نفت خام ایران از تولید ناخالص داخلی کسر شود این رقم به ۶٫۸ افزایش پیدا می‌کند. این رقم در اتحادیه اروپا ۰٫۷۷ در ژاپن ۰٫۸ و در ترکیه ۱ بوده‌است.
در سال ۲۰۱۰ بریتانیا (۰٫۱۰۲ کیلوژول برای دلار) بهترین شدت مصرف انرژی دنیا را داشته‌است و ایتالیا، ترکیه، آلمان، ژاپن، مکزیک، آرژانتین، برزیل، فرانسه و آمریکا در رتبه‌های دوم تا دهم قرار داشته‌اند. کشورهای بازمانده شوروی سابق، خاورمیانه و بیشتر کشورهای در حال توسعه آسیایی نیز شدت مصرف انرژی بالایی داشته‌اند که این بیشتر به دلیل وجود صنایع انرژی‌بر و قیمت‌های پایین انرژی در این کشورهاست.